# 어도비 고라이브
어도비 고라이브(Adobe GoLive)는 어도비 시스템즈의 위지위그 HTML 편집기이자 웹 사이트 관리 프로그램이다. 이 프로그램은 어도비의 주 HTML 편집기로서 어도비 페이지밀을 대체하기도 했으나 드림위버를 선호함에 따라 개발이 중단되었다. 어도비가 출시한 고라이브의 마지막 버전은 고라이브 9이다.
어도비 고라이브는 원래 고라이브 시스템즈사의 대표 제품인 사이버스튜디오(CyberStudio)라는 이름에서 출발하였다. 어도비는 1999년에 고라이브를 구매하여 고라이브 사이버스튜디오라는 이름으로 다시 판매하였는데 이 이름이 어도비 고라이브가 되었다.
드림위버와 사이버스튜디오의 첫 버전들이 비슷한 시기에 출시되었다. 그러나 드림위버가 위지위그 HTML 편집기로서 시장에서 주류로 자리잡았다. 어도비의 고라이브 인수 후 고라이브는 공격적으로 어도비의 전통 디자인 시장을 목표로 하여 어도비의 기존 디자인 지향 소프트웨어 제품과의 통합에 주력하였다.
어도비 CS2 프리미엄 제품군에는 고라이브 CS2가 포함되었다. CS3에 어도비는 고라이브 대신 드림위버를 포함시켰고 고라이브 9을 단독 제품으로 출시하였다.
2008년 4월에 어도비는 드림위버를 선호하여 고라이브의 판매와 개발을 중단한다고 발표하였다.

## 출시 역사
| 버전                         | 코드 이름   | 지원 운영 체제                               | 출시일      |
| ---------------------------- | ----------- | -------------------------------------------- | ----------- |
| 고넷 고라이브 프로 1.0       |             | 클래식 맥 OS                                 | 1996년 8월  |
| 고라이브 사이버스튜디오 1.0  |             | 클래식 맥 OS                                 | 1997년 4월  |
| 고라이브 사이버 스튜디오 2.0 |             | 클래식 맥 OS                                 | 1997년 9월  |
| 고라이브 사이버 스튜디오 3.0 |             | 클래식 맥 OS                                 | 1998년 4월  |
| 어도비 고라이브 4.0          |             | 클래식 맥 OS                                 | 1999년 1월  |
| 어도비 고라이브 4.0          |             | 마이크로소프트 윈도우                        | 1999년 5월  |
| 어도비 고라이브 5.0          |             | 클래식 맥 OS, 마이크로소프트 윈도우          | 2000년 8월  |
| 어도비 고라이브 6.0          | The 6th Day | 클래식 맥 OS, 맥 OS X, 마이크로소프트 윈도우 | 2002년 2월  |
| 어도비 고라이브 CS           | Se7en       | 맥 OS X, 마이크로소프트 윈도우               | 2003년 10월 |
| 어도비 고라이브 CS2          | Reloaded    | 맥 OS X, 마이크로소프트 윈도우               | 2005년 4월  |
| 어도비 고라이브 9.0          | Vicious     | 유니버설 맥 OS X, 마이크로소프트 윈도우      | 2007년 6월  |

## 같이 보기
- 어도비 드림위버